# Liste von Persönlichkeiten der Stadt Zadar
Die Liste von Persönlichkeiten der Stadt Zadar enthält in der Stadt Zadar (Kroatien) geborene Persönlichkeiten sowie solche, die dort gewirkt haben, dabei jedoch andernorts geboren wurden. Die Liste erhebt keinen Anspruch auf Vollständigkeit.
- Jelena die Glorreiche († 976), Königin von Kroatien (Frau von König Mihajlo Krešimir II.)
- Jakob von Zadar (≈1400–1490), seliggesprochener Franziskaner
- Francesco Laurana (1430–1502), Bildhauer und Architekt
- Petar Zoranić (1508–1543/69), Schriftsteller
- Florian von Macchio (1802–1895), österreichischer Offizier, Feldmarschallleutnant
- Carl Beidtel (1817–1893), österreichischer Jurist und Politiker
- Franz von Suppè (1819–1895), Komponist
- Raffaele Molin (1825–1887), italienischer Arzt und Parasitologe
- Hieronymus von Alesani (1830–1887), Landespräsident der Bukowina und Abgeordneter zum Österreichischen Abgeordnetenhaus
- Franz Bartsch (1836–1910), österreichischer Finanzbeamter und Hobby-Botaniker
- Ludwig Rubelli von Sturmfest (1842–1905), Marinemaler
- Arturo Colautti (1851–1914), italienischer Schriftsteller, Journalist, Dichter und Librettist
- Alfred Krauß (1862–1938), General der Infanterie der österreichisch-ungarischen Armee
- Felix Weingartner (1863–1942), Komponist
- Kamilo Tončić-Sorinj (1878–1961), österreichisch-jugoslawischer Architekt und Museumsleiter
- Georg Ludwig von Trapp (1880–1947), K.u.K. U-Boot-Kommandant und Vater der „singenden Familie Trapp“
- Carlo Toniatti (1892–1968), italienischer Ruderer
- Giuseppe Crivelli (1900–1950), italienischer Ruderer
- Vittorio Gliubich (1902–1984), italienischer Ruderer
- Mate Solis (1935–2019), Maler, Bildhauer und Illustrator
- Stelvio Mestrovich (* 1948), italienischer Schriftsteller, Dichter und Kritiker
- Zdenka Gašparač (* 1949), Schwimmerin
- Edo Zanki (1952–2019), Musiker und Produzent
- Tomislav Ivčić (1953–1993), Sänger und Komponist
- Darko Anić (* 1957), kroatisch-französischer Schachgroßmeister
- Emilija Kokić (* 1968), Sängerin
- Zoran Primorac (* 1969), Tischtennisspieler
- Ernest Gruskovnjak (* 1970), luxemburgischer Basketballtrainer und -spieler
- Dado Pršo (* 1974), Fußballspieler
- Jeronim Marin (* 1975), Prior des Klosters der Hl. Kosmas und Damian in Ćokovac auf der Insel Pašman und Abtpräses der Slawischen Benediktinerkongregation
- Dušan Vemić (* 1976), Tennisspieler
- Branimir Longin (* 1978), Basketballspieler
- Saša Bjelanović (* 1979), Fußballspieler
- Marijan Buljat (* 1981), Fußballspieler
- Roman Simić (* 1972), kroatischer Schriftsteller
- Dario Gjergja (* 1975), belgisch-kroatischer Basketballtrainer
- Tanja Stupar Trifunović (* 1977), Autorin, Dichterin und Chefredakteurin
- Roko Sikirić (* 1981), Volleyballspieler und Sportdirektor
- Hrvoje Ćustić (1983–2008), Fußballspieler
- Natali Dizdar (* 1984), Sängerin
- Domagoj Surać (* 1984), Handballspieler
- Luka Modrić (* 1985), Fußballnationalspieler, Vizeweltmeister 2018
- Igor Banović (* 1987), Fußballspieler
- Ante Bukvic (* 1987), Fußballspieler
- Tina Keserović (* 1987), YouTuberin, Schauspielerin und Sängerin
- Marin Tomasov (* 1987), Fußballspieler
- Doris Pinčić (* 1988), Schauspielerin
- Stipe Žunić (* 1990), Kugelstoßer
- Toni Prostran (* 1991), Basketballtrainer und -spieler
- Šime Vrsaljko (* 1992), Fußballspieler
- Josip Majić (* 1994), Fußballspieler
- Bernarda Pera (* 1994), US-amerikanische Tennisspielerin
- Paola Borović (* 1995), Leichtathletin
- Dominik Livaković (* 1995), Fußballspieler
- Valentino Ravnić (* 1995), Handballspieler
- Isabel Kovačić (* 1997), Volleyballspielerin
- Martin Erlić (* 1998), Fußballspieler
- Vice Miljanić (* 1998), Fußballspieler
- Ivan Nekić (* 2000), Fußballspieler
- Luka Lovre Klarica (* 2001), Handballspieler
- Marko Brkljača (* 2004), Fußballspieler
- Lucija Vunić (* 2006), Fußballspielerin